# Thomas Kontchou
 (juin 2020).
Pour les articles homonymes, voir Kontchou.
Thomas Kontchou est un planteur, député de la première législature au Cameroun.